# Eugène Njock
Eugène Njock de son nom complet Eugène Christophe Njock Belomo est un gestionnaire de projet culturel camerounais né le 17 juillet 1992 à Bafang, dans l’ouest du Cameroun.

## Biographie

### Enfance et débuts
A 15 ans, issu d’un milieu modeste, Eugène Njock se lance dans la pratique de la danse hip-hop. Il participe à plusieurs compétitions au Cameroun entre 2008 et 2010. Il crée un groupe de danse dénommé clan Akatsuki, basé dans la ville de Douala.
Eugène Njock est titulaire d'un master en audit financier obtenu en 2022 au Cameroun. En 2023, il devient auditeur boursier en management des entreprises culturelles de la 19e promotion de l'Université Senghor d'Alexandrie en Egypte.

### Carrière
Début 2012, Eugène Njock s’envole pour l’Afrique de l’Ouest au Bénin, pour poursuivre ses études universitaires. Il  suit également des stages de danse au Centre Culturel de la Compagnie Wâlo et au Centre Chorégraphique Multicorps à Cotonou. Entre 2014 et 2015, il est plusieurs fois champion du Bénin.
En 2016, il revient s’installer au Cameroun. Toujours dans la danse, Il remporte le Battle National régional Cameroun (Littoral) et le Keep on Breaking régional. En 2017, il lance le blog Danseur du Mboa, qui contribue à la promotion des danseurs au Cameroun. Il écrit une centaine d'articles au point d'être nommé pour le prix du meilleur blogueur aux HC Danse Awards en 2018. Eugène Njock est vainqueur du Keep On Breaking catégorie Hip Hop le 19 janvier 2019 à l’Institut français du Cameroun site de Douala.
De 2020 à 2023, il est personnel administratif dans une université privée de la ville de Douala, enseignant la communication et la gestion de projet aux étudiants en master des cycles d’ingénieurs et aux professionnels de l’industrie.

## Prix et récompenses
- 2021 : premier prix du concours d’écriture du 75e anniversaire de l’UNICEF organisé par l’association des blogueurs du Cameroun (ABC).